# 魂之少年
《魂之少年》中国漫画家杨浩画的漫画，世界构建从一个大陆的一个村庄开始。在《尚漫》连载，杨浩则是男性漫画家，曾用笔名有sb耗子、dr.大吉等。在2012年6月由人民邮电出版社出版发行。男主角叫索尔。